# Stazione di Villa di Tirano
Stazione di Villa di Tirano vasútállomás Olaszországban, Lombardia régióban, Villa di Tirano településen.

## Vasútvonalak
Az állomást az alábbi vasútvonalak érintik:
- Ferrovia Alta Valtellina

## Kapcsolódó állomások
A vasútállomáshoz az alábbi állomások vannak a legközelebb:
- Stazione di Bianzone
- Stazione di Tirano (RFI)